# Юдин, Андрей Вячеславович
Ю́дин Андре́й Вячесла́вович (род. 2 апреля 1962, Армавир, Краснодарский край, РСФСР, СССР) — российский военачальник. Командующий Военно-воздушными силами — заместитель главнокомандующего Воздушно-космическими силами Российской Федерации (1 августа 2015 — 2019), заместитель главнокомандующего Воздушно-космическими силами Российской Федерации с 2019 года. Генерал-полковник (2021).

## Биография
Андрей Вячеславович Юдин родился 2 апреля 1962 года в городе Армавире Краснодарского края.
В 1983 году окончил с отличием Армавирское высшее военное авиационное училище лётчиков.
С 1983 по 1989 годы проходил службу лётчиком, старший лётчиком, командиром звена в Прибалтийском военном округе.
В 1989 году переведён в Группу Советских войск в Германии на должность командира звена истребительного авиационного полка. С декабря 1989 года заместитель командира эскадрильи Западной группы войск.
В 1996 году окончил с золотой медалью Военно-воздушную академию имени Ю. А. Гагарина, в 2010 году — с отличием Военную академию Генерального штаба ВС России.
С 1996 по 2008 год проходил службу командиром эскадрильи, заместителем командира и командиром истребительного авиационного полка, заместителем командира и командиром истребительной авиационной дивизии противовоздушной обороны Дальневосточного военного округа.
С 2008 года — «Заслуженный военный лётчик Российской Федерации», генерал-майор.
С 2010 по 2011 год — начальник Управления боевой подготовки Военно-Воздушных Сил.
С 14 февраля 2011 по 2012 год — заместитель командующего 3-м командованием ВВС и ПВО Восточного военного округа.
С мая 2012 по август 2015 года — командующий 4-м командованием ВВС и ПВО Южного военного округа.
Указом Президента Российской Федерации и приказом Министра обороны РФ № 389 от 11 июня 2014 года Юдину Андрею Вячеславовичу присвоено очередное воинское звание «генерал-лейтенант».
1 августа 2015 года генерал-лейтенант Андрей Юдин назначен заместителем Главнокомандующего ВКС России — командующим Военно-Воздушными Силами России. В 2019 году назначен заместителем Главнокомандующего ВКС России.
Указом Президента России от 8 декабря 2021 № 694 присвоено воинское звание генерал-полковник.
26 июня 2023 года после, мятежа ЧВК «Вагнер», Андрей Юдин, вместе с Владимиром Алексеевым и Сергеем Суровикиным были задержаны.

## Санкции
15 марта 2019 года Канада ввела санкции против Юдина из-за «агрессивных действий» России в Черном море и Керченском проливе, а также из-за аннексии Крыма.
19 октября 2022 года, из-за вторжения России на Украину, внесён в санкционый список Украины.

## Семья
Женат, имеет троих детей.

## Награды
- орден «За заслуги перед Отечеством» IV степени с мечами;
- орден Жукова (Россия)
- орден «За военные заслуги» (10 декабря 2013 года)[10];
- орден «За службу Родине в Вооружённых Силах СССР» III степени;
- медаль «За отличие в воинской службе» II степени;
- медаль «70 лет Вооружённых Сил СССР»;
- медаль «За отличие в военной службе» I, II и III степени;
- медаль «Стратегическое командно-штабное учение „Кавказ 2012“»
- медаль «За участие в военном параде в День Победы»;
- медаль «200 лет Министерству обороны»;
- медаль «За службу в Военно-воздушных силах»;
- медаль «100 лет военно-воздушным силам»;
- медаль «За возвращение Крыма».